# Faustin Linyekula
Faustin Linyekula, né en 1974 au Zaïre (aujourd’hui république démocratique du Congo), est un danseur et chorégraphe congolais de danse contemporaine et metteur en scène.

## Biographie

### Carrière chorégraphique
Faustin Linyekula suit des études littéraires et théâtrales à Kisangani dans le nord-est du Zaïre, sa région natale. Après une expérience au Kenya en 1993 où il cofonde en 1997 une compagnie de danse contemporaine avec le mime Opiyo Okach et la danseuse Afrah Tenambergen, il est accueilli en France en résidence par les chorégraphes Régine Chopinot puis Mathilde Monnier.
À son retour au Congo, il crée en juin 2001 à Kinshasa les Studios Kabako, structure de création et de représentation multidisciplinaire. En 2002, il crée Triptyque sans titre pour cinq danseurs et un musicien (Joachim Montessuis), qu'ils joueront en France, Belgique, Allemagne, Afrique centrale, au Brésil, au Portugal et aux USA. En 2003, il crée une pièce pour six danseurs dans le cadre du Festival de Suresnes Cités Danse. Le Centre national de la Danse, lui confie une carte blanche en 2005, où il présente Le Cargo, un ensemble de chorégraphies montées par six compagnies africaines.
Depuis 2006, il a recentré ses activités à Kisangani, où il accompagne de jeunes artistes dans le domaine du spectacle vivant, de la musique et du film, de la formation à la production et à la diffusion. Les Studios Kabako accompagnent de nombreux artistes de la ville : chorégraphes (Jeannot Kumbonyeki, Papy Ebotani, Djino Alolo, Dorine Mokha, Yves Mwamba), compositeurs et musiciens (Franck Moka, Shoggy Angoy, Pasnas, Huguette Tolinga, ...), vidéastes, metteurs en scène et comédiens (Michael Disanka et Christiane Tabaro), réalisateurs. Depuis 2013, les Studios Kabako sont également particulièrement actifs sur la commune de Lubunga, notamment autour de la question de l'eau potable et de l'urbanisme.
En 2007, il présente au Festival d'Avignon le Festival des mensonges et Dinozord: The Dialogue Series iii. Punk opéra sur la musique de Flamme Kapaya. Sa chorégraphie More More More... Future (2009) reçoit un Bessie Award pour la meilleure musique en 2012 à New-York. En 2009, il est invité à monter Bérénice de Racine pour la Comédie-Française, la pièce Pour en finir avec Bérénice sera ensuite présentée en tournée internationale.
En 2011, Faustin Linyekula crée son premier solo, Le Cargo, pièce intime d’un retour à ses premiers souvenirs de danse dans un petit village au Congo. La pièce fait toujours partie du répertoire et a été présentée très largement en Afrique, en Europe, en Amérique du Nord, au Brésil et en Australie. En 2014, il crée The Dialogue Series: IV Moya, un solo pour la danseuse sud-africaine Moya Michael.
Il n'a été que très rarement interprète pour d'autres artistes, hormis une collaboration avec Éric Languet en 2001-2002 et le duo Sans-Titre écrit en 2009 par Raimund Hoghe. 
À partir de 2018 et sur trois ans, il est artiste associé à la scène nationale du Manège de Reims et en 2019, il est co-artiste associé, avec William Kentridge, du Holland Festival à Amsterdam. Depuis 2024, il enseigne à la New York University , campus d'Abu Dhabi en qualité de Visiting Assistant Professor chargé de pratique théâtrale et artiste en résidence.

### Autres projets
Faustin Linyekula développe aussi des projets pour des musées : avec le MOMA (2012), le MUCEM à Marseille (2016), puis le Metropolitan Museum of Art (2017) et le Musée Royal d'Afrique Centrale à Tervuren (2018) où il montre Banataba, la Tate Modern à Londres avec le projet My Body, My Archive (2019).
Il enseigne régulièrement en Europe (CNDC Angers, École P.A.R.T.S., Impulstanz), Centre national de la danse et aux États-Unis (Université de l'Arizona, Université de Floride à Gainesville, Bates College, University of the Arts de Philadelphie et Université de Californie à Los Angeles[réf. nécessaire]).
Faustin travaille actuellement dans le cadre du Soros Arts Fellowship à la réalisation avec une équipe de jeunes de Lubunga, formés par les Studios Kabako, à la réalisation d'une série de quatre moyens métrages autour des élections.

### Vie privée
Faustin Linyekula est père de deux enfants et vit entre Abu-Dhabi et Nairobi.

## Prix et distinctions
En 2007, Faustin Linyekula reçoit le Premier Prix de la Fondation Prince Claus pour la Culture et le Développement. Avec les Studios Kabako, il reçoit en 2014 le premier prix Curry Stone Design Prize pour le travail accompli à Kisangani en république démocratique du Congo, et notamment dans la commune de Lubunga autour des questions d'accès à l'eau potable, mais aussi de formations en son et image. Depuis 2013, Faustin consacre une grande partie de son temps à des activités de formation sur cette commune dans laquelle les Studios Kabako implanteront courant 2019 un centre culturel de quartier.
En 2016, il est Artista na cidade (artiste en résidence) de la ville de Lisbonne au Portugal dont il a reçu la Médaille du mérite artistique en novembre 2016. En juin 2019, Faustin est co-artiste associé avec William Kentridge du Holland Festival, puis reçoit la même année le Global Leadership Prize de la Fondation Tällberg/Eliasson.

## Principales chorégraphies et mises en scène
- 2001 : Spectacularly Empty I

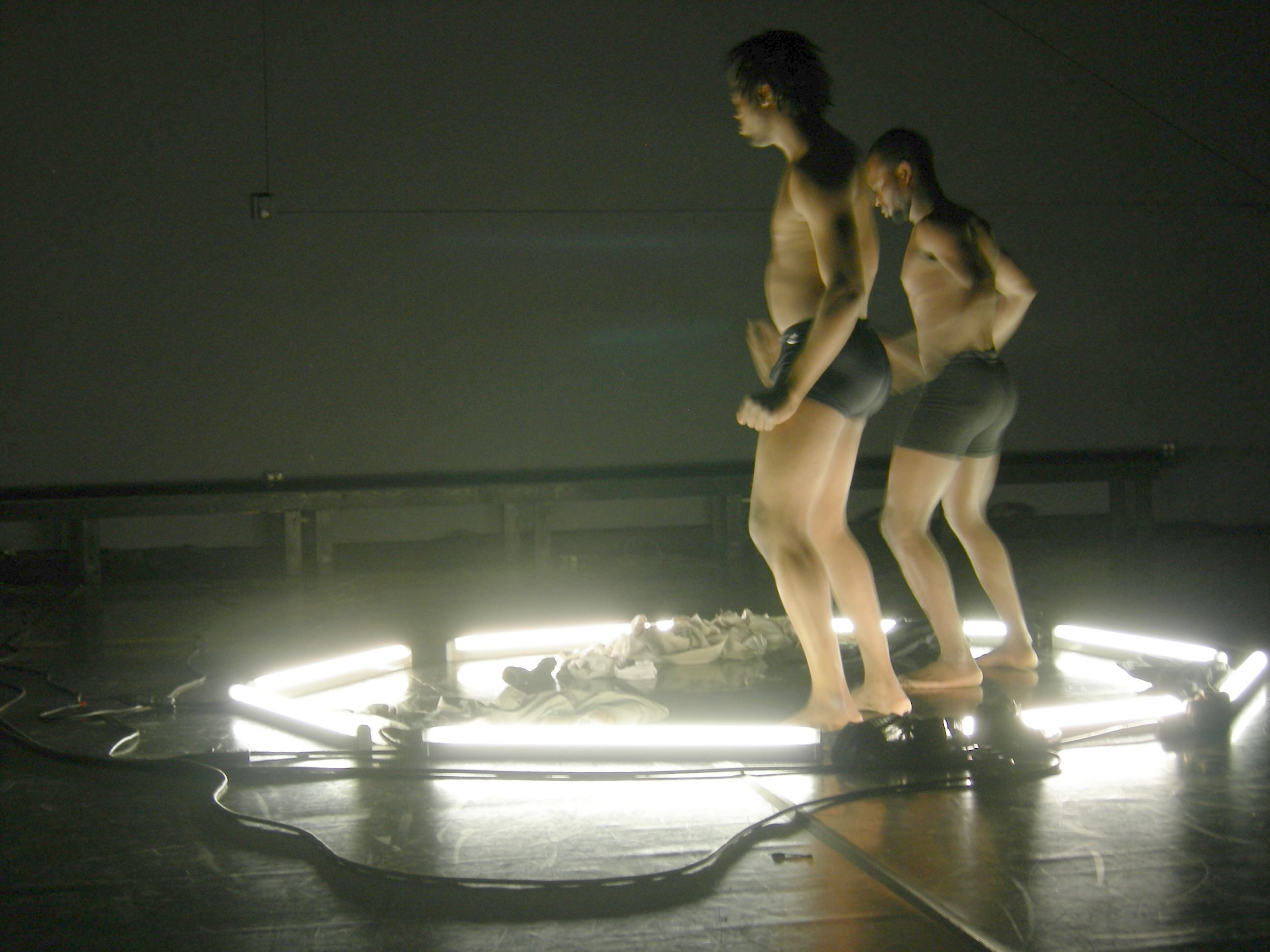
Le Festival des mensonges.

- 2002 : Triptyque sans titre – Fragments et Autres Boues Recyclés, avec Joachim Montessuis, Djodjo Kazadi, Papy Ebotani, Daddy Kamono
- 2003 : Spectacularly Empty II
- 2004 : Radio Okapi
- 2005 : Le Festival des mensonges, sur un texte de Marie-Louise Bibish Mumbu, avec Papy Ebotani, Djodjo Kazadi et Marie-Louise Bibish Mumbu
- 2005 : Le Cargo
- 2006 : The Dialogue Series : III. Dinozord, texte de Marc-Antoine Vumilia Muhindo, avec les danseurs Dinozord, Papy Ebotani, Faustin Linyekula, le contre-ténor Serge Kakudji, le comédien Papy Maurice Mbwiti
- 2006 : The Dialogue Series : I. Franco
- 2007 : La Fratrie errante, sur un texte de Marie-Louise Bibish Mumbu
- 2009 : More more more... future, texte de Marc-Antoine Vumilia Muhindo, création musicale Flamme Kapaya, avec Pasnas Mafutala, Pépé Lecoq, Patou Kayembe (musique), Papy Ebotani, Dinozord, Faustin Linyekula (danse)
- 2009 : Bérénice pour la Comédie-Française
- 2010 : Pour en finir avec Bérénice
- 2012 : Stronghold, dans le cadre du festival Aire de jeu, Les Subsistances, Lyon
- 2012 : La Création du monde 1923-2012, pour le Ballet de Lorraine d'après le ballet homonyme de Jean Börlin (1923), scénographie Jean-Christophe Lanquetin
- 2012 : Sur les traces de Dinozord, avec les danseurs Dinozord, Papy Ebotani, Faustin Linyekula, le contre-ténor Serge Kakudji, le comédien Papy Maurice Mbwiti, Antoine Vumilia Muhindo
- 2013 : Drums and Digging, avec Pasco Losanganya, Rosette Lemba, Véronique Kwadeba, Pasnas Mafutala, Yves Mwamba, Papy Ebotani, Faustin Linyekula
- 2014 : The Dialogue Series IV Moya, un solo pour Moya Michael
- 2014 : Statue of Loss, avec Flamme Kapaya
- 2015 : The Kin-Philly Connexion, une performance à la Fondation Cartier avec King Britt, Xavier Raphael, Jerry Valme, Dinozord, Pytshens Kambilo
- 2016 : Hamida et les brouillards, une performance dans le cadre de la série Objets déplacés au MUCEM - Marseille
- 2016 : Portrait Series: I. Miguel, un solo pour Miguel Ramalho, danseur de la CNB Lisbonne, musique Pedro Carneiro
- 2017 : Freiburg Files, une création pour des artistes de la ville de Freiburg, dans le cadre du projet Eurotopia - Stadttheater.
- 2017 : Banataba, une création pour le Metropolitan Museum, avec Moya Michael
- 2018 : Not Another Diva..., une création théâtre musicale cosignée avec la sud-africaine Hlengiwe Lushaba
- 2019 : Congo, une adaptation du texte éponyme d'Éric Vuillard
- 2019 : Histoire(s) du théâtre II, dans le cadre d'une série commandée par le NTGent